# Duca di Barcelos

Blasone di Nuno Álvares Pereira, I conte ereditario di Barcelos.

Stemma di Alfonso I di Braganza, II conte ereditario di Barcelos.

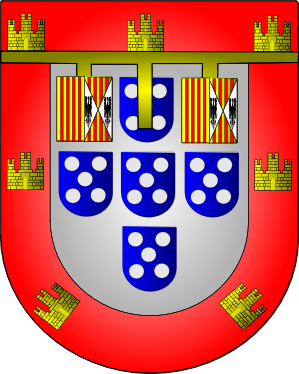
Stemma di Giacomo I di Braganza, V conte ereditario di Barcelos.

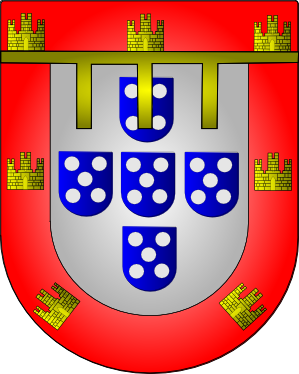
Stemma del principe Teodosio, II duca di Barcelos

Il titolo di Duca di Barcelos venne creato dal re Sebastiano I del Portogallo, con privilegio del 5 agosto del 1562 a favore di Giovanni I di Braganza, futuro VI Duca di Braganza. Questo titolo venne a sostituire quello di Conte di Barcelos e destinato ad essere attribuíto ai presunti ereditieri della Casa di Braganza, ovvero i figli primogeniti dei duchi di Braganza. Dopo la Restaurazione del 1640 e la conseguente ascesa dei Braganza al trono portoghese, il titolo di Duca di Barcelos continuò ad essere attribuito all'erede del Ducato di Braganza, che allo stesso tempo passò ad essere il secondo nella linea di successione alla corona.
Il titolo di Conte di Barcelos era stato dapprincipio istituito in favore di Giovanni Alfonso di Meneses, con privilegio concesso dal re Dionigi del Portogallo l'8 maggio del 1298. Allora il titolo aveva una funzione amministrativa e non era perciò una dignità ereditaria e tra i primi sei conti solo quattro appartenevano alla família dei Teles di Meneses (della quale più tardi, Eleonora Telles sarà regina); uno dei più famosi rappresentanti della casa comitale fu il figlio naturale del re Dionigi I, Pedro Afonso, celebre trovatore, il quale fu il terzo conte con questo titolo (1312 ca. - 1354). Con la morte del sesto conte, Giovanni Alfonso Teles di Meneses, che sosterrà il Regno di Castiglia nella crisi del 1383-1385, il titolo passò al Connestabile del Portogallo, Nuno Álvares Pereira, ritornando ereditario. Nuno Álvares Pereira, alcuni anni dopo lo donò al genero, Alfonso, figlio naturale del re Giovanni I del Portogallo. Da allora il titolo verrà associato al Ducato di Braganza.

## Conti non-ereditari di Barcelos
1. Giovanni Alfonso di Meneses, si sposò con una figlia naturale di Sancho IV di Castiglia
2. Martim Gil
3. Pietro Alfonso
4. Giovanni Alfonso Teles di Meneses, I conte di Ourém
5. Alfonso Telo Meneses
6. Giovanni Alfonso Telo do Meneses
7. Nuno Álvares Pereira

## Conti ereditari di Barcelos
1. Nuno Álvares Pereira
2. Alfonso I di Braganza, successivamente I Duca di Braganza
3. Ferdinando I di Braganza, II Duca di Braganza
4. Ferdinando II di Braganza, III Duca di Braganza
5. Giacomo I di Braganza, IV Duca di Braganza
6. Teodosio I di Braganza, V Duca di Braganza

## Duchi di Barcelos
1. Giovanni I di Braganza, successivamente VI Duca di Braganza
2. Teodosio II di Braganza, successivamente VII Duca di Braganza
3. Giovanni di Braganza, successivamente VIII Duca di Braganza e Re Giovanni IV
4. Teodosio III di Braganza, successivamente IX Duca di Braganza e Principe del Brasile
5. Alfonso di Braganza, successivamente X Duca di Braganza e Re Alfonso VI
6. Giovanni di Braganza, successivamente XI Duca di Braganza e Re Giovanni V
7. Giuseppe di Braganza, successivamente XII Duca di Braganza e Re Giuseppe I
8. Maria Francisca di Braganza, successivamente XIII Duchessa di Braganza e Regina Maria I
9. Giuseppe di Braganza, successivamente XIV Duca di Braganza e Principe del Brasile
10. Pietro di Alcântara di Braganza, successivamente XV Duca di Braganza, Imperatore del Brasile e Re Pietro IV
11. Maria della Gloria di Braganza, successivamente XVI Duchessa di Braganza e Regina Maria II
12. Pietro di Braganza, successivamente XVII Duca di Braganza e Re Pietro V
13. Carlo di Braganza, successivamente XVIII Duca di Braganza e Re Carlo I
14. Luigi Filippo di Braganza, successivamente XIX Duca di Bragança e Principe Reale del Portogallo

### Rivendicazioni post-monarchia
1. Duarte Pio di Braganza, successivamente XX Duca di Braganza e Principe Reale del Portogallo
2. Alfonso di Santa Maria di Braganza, attuale presunto ereditiere del Ducato di Braganza e Principe della Beira